# Tlepolemus puerulus
Tlepolemus puerulus är en skalbaggsart som beskrevs av Thomson 1864. Tlepolemus puerulus ingår i släktet Tlepolemus och familjen långhorningar. Inga underarter finns listade i Catalogue of Life.